# 新南威爾斯州保護貓協會
新南威爾斯州保護貓協會（英語：Cat Protection Society of NSW）是澳洲新南威爾斯州的一家動物保護組織，成立於1958年。該協會的願景是「讓每隻貓都擁有一個充滿愛的家」。現任首席執行官為Kristina Vesk女士。

## 外部連結
- 官方网站（英文）
- 新南威爾斯州保護貓協會的Facebook專頁（英文）